# Phyllanthus pergracilis
Phyllanthus pergracilis är en emblikaväxtart som beskrevs av John Wynn Gillespie. Phyllanthus pergracilis ingår i släktet Phyllanthus och familjen emblikaväxter. Inga underarter finns listade i Catalogue of Life.